# 塚越礼奈
塚越 礼奈（つかごし れいな、1983年6月15日-  ）は、日本のフリーアナウンサー。

## プロフィール
- 埼玉県北本市出身、共立女子大学卒。
- 2006年鹿児島放送へアナウンサーとして入社。( 同期入社は中西可奈 )
- 鹿児島放送入社前にはテレビ朝日アスクでの受講経験もある。
- 秘書技能検定2級、中学校、高等学校国語教員免許の資格を持つ。
- 日本では46年ぶりとなる2009年7月22日の皆既日食では鹿児島県十島村の悪石島において2週間近くに及ぶ長期のリポートでも活躍した。
- 2018年3月31日をもって部署異動により、アナウンス業務から離れる[1]。
- 2020年よりフリーアナウンサーとしてKBCメディアに所属し、同年2月よりKBCニュースを担当している。

## 担当・出演番組
- KBCニュース

### 過去
- KKBスーパーJチャンネル
  - 全曜日キャスター（2013年4月1日 - 2014年3月28日）
  - 木曜キャスター（2014年4月3日 - 9月25日）
  - 木・金曜キャスター（2014年10月2日 - 2015年3月27日）
- ぷらナビ+（2016年10月～2018年3月）
- KKBニュース
- Kingspe
- かごしま農業王国
- かごしまプラス（鹿児島県広報番組）
- 口コミTVマミーズクラブ
- 朝だ生です旅サラダ - 知覧紅 (2008年9月6日)
- KKB30周年特別番組「ハートにKKB〜む 夢かごしま応援宣言」- 池田学園池田小学校より中継 (2012年10/6)

### その他
- 大人のための朗読会inプラネタリウム
  - voice.5〜七夕〜 (2014年7月4日)
- KKB夢応援フェスタ (2014年10月18日・19日)